# 日日春關懷互助協會

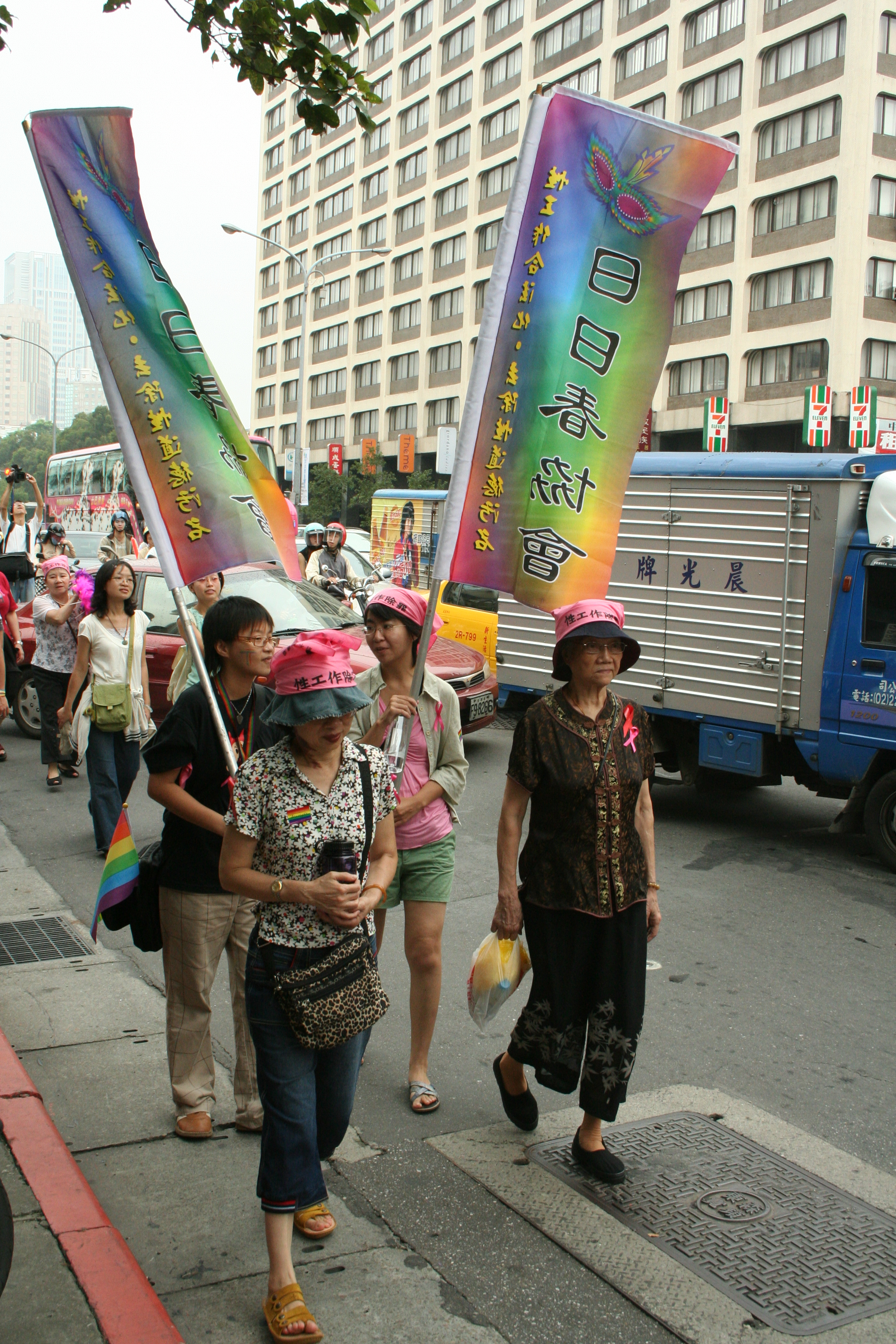
日日春關懷互助協會參加2006台灣同志遊行。

日日春關懷互助協會是一關注性工作者權益的性積極女性主義團體，成員包括學生、性工作者及許多其他人。成立於1999年。前身是台北市公娼自救會、大同區公娼自治會。

## 緣起
1997年1月21日，民主進步黨籍台北市市長陳水扁在台北市議會接受郭石吉、李仁人、蔣乃辛、秦慧珠、林晉章、陳學聖、李慶安、陳玉梅等八位中國國民黨籍市議員質詢。市議員質疑，陳水扁在立法委員任內支持廢除金門八三一，為何在市長任內繼續核發妓女證。陳水扁當場宣布台北市政府不再發妓女證，並指示台北市政府警察局準備廢公娼。同年9月，大同區和萬華區的公娼成立台北市公娼自救會，訴求是爭取延緩廢娼以作轉業的緩衝，或是爭取性工作的權益。
1999年1月25日，台北市政府公告暫緩廢娼兩年，台北市公娼自救會解散。次日大同區公娼自治會成立。4月30日，日日春關懷互助協會正式成立。

## 主要業務
日日春的方向包括：
- 繼續組織前公娼
  - 協助轉業
  - 訓練專職參與妓權運動或協助其他性工作者
- 調查研究性產業的種種（像是所謂特種行業）
- 協助性工作者
- 推動台灣性產業政策之討論
- 提倡安全性行為
- 維護性工作者人權，反對雛妓

另外也製作販售飲料四物醋。

## 關係
- 女工團結生產線與日日春有關。女工團結生產線、婦女新知基金會、國立中央大學性／別研究室、台灣性別人權協會等民間團體曾參與支持過日日春的立場。勵馨基金會與婦女救援基金會則表示支持廢娼。
- 日日春前秘書長王芳萍曾參選台北市議員以及立法委員。[4]
- 日日春也有參加2004年及2006年台灣同志遊行。
- 日日春也是台灣前往香港抗議世界貿易組織第六次部長級會議，並且有成員被捕的社運團體之一。前日日春秘書長王芳萍被捕。[5]

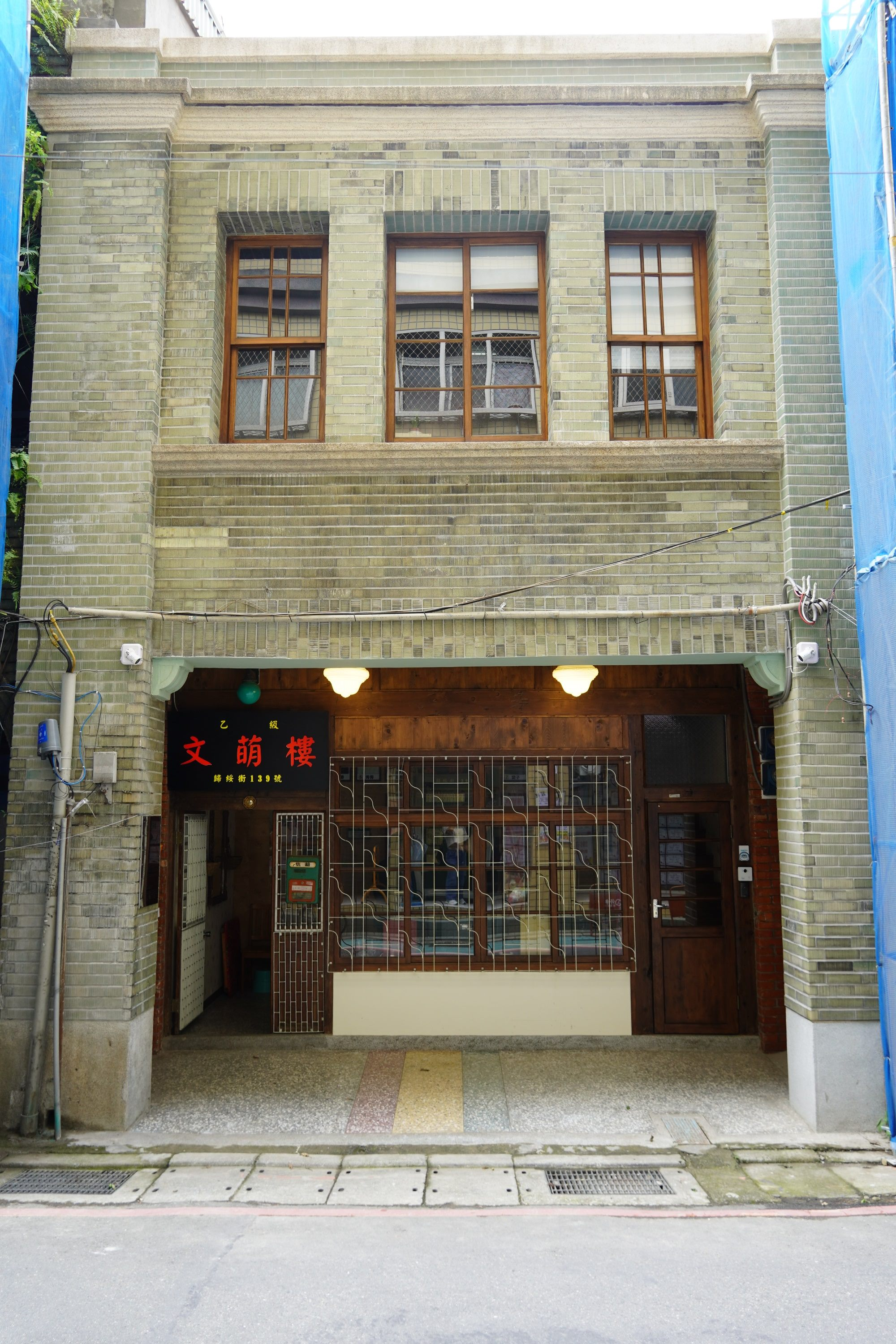
長期做為日日春協會總部的文萌樓。2006年被指定為市定古蹟，為全國唯一的此類文資。

## 大事紀要
- 2003年12月17日傍晚，日日春、台灣性別人權協會、國立中央大學性／別研究室在台北市艋舺地藏王廟與世界7國連線點燃燭光，遊行疾呼廢除「罰娼不罰嫖」的《社會秩序維護法》第80條。[6]
- 2006年2月27日，日日春加入「廢刑235行動聯盟」，發表聯合聲明，要聲請司法院大法官修改或廢除《中華民國刑法》第235條。
- 2006年4月30日，日日春在台北市舉行「性工作除罪化」遊行。
- 2006年7月23日，日日春到民進黨全國黨員代表大會（全代會），抗議立法委員王幸男及林重謨都把黨內派系比喻為公娼，尤其抗議王幸男在全代會說解散派系就像廢公娼一樣；前台北市公娼自救會會長官秀琴高喊「公娼比民進黨下流政客高貴一千倍，公娼比廢娼的陳水扁高貴一萬倍」，要求民進黨道歉[7][8]。民進黨中央黨部派代表道歉，被公娼罵：「以你們的派系來比公娼，我呸！」[9]
- 2006年9月6日，日日春到行政院前抗議，認為行政院長蘇貞昌「拚治安」導致性工作者生存權被剝奪。日日春秘書長王芳萍表示，全台灣兩千名性工作者半年以來已損失工資、罰款總金額超過新台幣1700萬元。抗議者要求蘇貞昌為官秀琴自殺身亡一事負責，並揚言：如果蘇貞昌仍然執迷不悟，不排除發動「倒蘇」。[10]
- 2008年8月18日，民進黨立法委員張花冠宣稱：「如果說，政治圈執政環境就像妓院一樣，男人丟到妓院，每個都會犯；既然是這樣子的話，陳水扁如果像性騷擾，國民黨絕對是強姦犯。」[11] 2008年8月19日14:00，日日春在民進黨中央黨部前召開記者會批評，張花冠此言侮辱性工作者。日日春協會成員之一的性工作者麗君諷刺，性工作者「比政客高尚一千倍」：「我們做的是公平交易，客人來看，喜歡，才會付錢；哪像現在的政治人物，拿了人民那麼多血汗錢，到底幫人民做了什麼？」記者會結尾的口號是：「政壇密室分贓，不如妓院交易清白；阿扁洗劫人民，不如性消費者誠實。」[12][13]張花冠說，她只是引用其他作家的話，如果此言讓日日春感覺不愉快，她很抱歉。[14][15]2008年8月20日，日日春秘書陳星喬諷刺：「張花冠說政治環境之中人人都會拗一點，像是自己置身事外。請問張花冠和立院諸公：難道你們自己不就是締造這骯髒政治制度的人？難道人民的選票僅賦予了你們貪污的權力，而沒給你們『改變制度』的權力嗎？立法委員身為立法者，怎麼反而把犯法行徑說得理所當然？」[16]
- 2014年10月24日，日日春在台北市中山設計產業園區簽約記者會會場外舉布條抗議，不滿台北市政府遲遲不徵收文萌樓，也呼籲本年台北市長選舉3位候選人連勝文、柯文哲、馮光遠在選前針對文萌樓案做出明確表態；同日，台北市政府文化局局長劉維公回應，台北市政府已經準備對文萌樓屋主進行裁罰，並等待屋主提保護計畫，若屋主在1個月內不改善，預計在11月底強制徵收文萌樓[17]。
- 2016年7月18日，日日春協會於臉書中公開討論輔大性侵事件之後續，日日春特定成員們為要保護事件中當事人夏林清，不惜動用整個協會資源加以支持與背書，造成團體形象受損，甚至有網友發起拒捐款之活動。
- 2018年10月14日，台北市長柯文哲出席台灣新文化運動紀念館開館典禮暨展覽開幕記者會，在致詞時遇到日日春協會突襲陳情抗議，嗆「柯文哲有出路，老流鶯沒活路」。對此，柯文哲事後接受媒體訪問時表示，他不懂日日春協會訴求是什麼，但希望不要用抗議的方式，而是用和平方式解決[18]。

## 外部連結
- 日日春關懷互助協會 （页面存档备份，存于）
- 日日春關懷互助協會的Facebook專頁